# نرم‌افزار امنیت رایانه

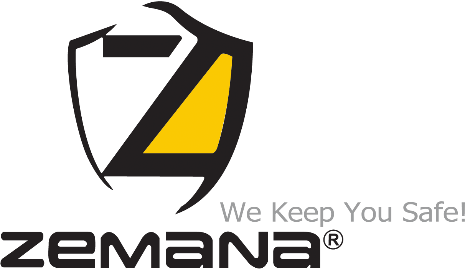
نرم‌افزار امنیت رایانه

نرم‌افزار امنیت رایانه (انگلیسی: Computer security software) یا نرم‌افزار امنیت سایبری، هر برنامه رایانه‌ای است که برای تأثیرگذاری بر امنیت اطلاعات طراحی شده‌است. این نرم‌افزارها در زمینه دفاع از سیستم‌ها یا داده‌های رایانه‌ای گرفته می‌شوند، با این حال می‌توان برنامه‌هایی را که به‌طور خاص برای خراب کردن سیستم‌های رایانه‌ای طراحی شده‌اند را نیز شامل باشد، به دلیل همپوشانی قابل توجه آنها، و این ضرب‌المثل که بهترین دفاع، یک حمله خوب است. به دفاع از رایانه در برابر نفوذ و استفاده غیرمجاز از منابع را امنیت رایانه می‌گویند. به‌طور مشابه، دفاع از شبکه رایانه‌ای را امنیت شبکه می‌نامند.